# Recopa de la AFC 2001-02
La Recopa de la AFC 2001/02 es la duodécima y última edición de este torneo de fútbol a nivel de clubes de Asia organizado por la AFC y que contó con la participación de 26 equipos campeones de copa de sus respectivos países, 2 equipos más que en la edición anterior, con la aparición por primera vez de representantes de Palestina.
El Al-Hilal FC de Arabia Saudita venció al Jeonbuk Hyundai Motors de Corea del Sur en la final disputada en Doha, Catar para ganar el título por segunda ocasión. 
fue la última edición debido a que para la temporada 2003, el torneo se fusionaría con la Copa de Clubes de Asia para formar la Liga de Campeones de la AFC.

## Primera ronda

### Asia Occidental
| Equipo 1            | Agr.         | Equipo 2           | Ida | Vuelta |
| ------------------- | ------------ | ------------------ | --- | ------ |
| Al-Sadd             | 2-2 (5:3 p.) | Fajr Sepasi        | 1-1 | 1-1    |
| Al-Sha'ab Hadramaut | 3-7          | Al Wahdat          | 3-2 | 0-5    |
| Al-Ain              | w/o1         | Al Salmiya         |     |        |
| Al Aqsa             | 4-4 (v.)     | Al-Quwa Al-Jawiya  | 1-0 | 3-4    |
| Teshrin SC          | 3-4          | Al-Hilal           | 2-3 | 1-1    |
| Nisa Aşgabat        | 2-4          | Regar-TadAZ        | 1-0 | 1-4    |
| SKA-PVO Bishkek     | 3-4          | Pakhtakor Tashkent | 2-1 | 1-3    |

1 Al Salmiya abandonó el torneo

### Asia Oriental
| Equipo 1      | Agr.   | Equipo 2         | Ida | Vuelta |
| ------------- | ------ | ---------------- | --- | ------ |
| South China   | (w/o)1 | Negombo Youth SC |     |        |
| Representante | (w/o)2 | Công an          |     |        |
| Victory       | 4-2    | PSM Makassar     | 3-0 | 1-2    |

1 El Negombo Youth SC abandonó el torneo 

2 Pakistán no mandó un representante

## Segunda ronda

### Asia Occidental
| Equipo 1           | Agr. | Equipo 2    | Ida | Vuelta |
| ------------------ | ---- | ----------- | --- | ------ |
| Al-Shabab          | 2-3  | Al-Sadd     | 0-0 | 2-3    |
| Al Wahdat Club     | 2-3  | Al-Ain      | 2-1 | 0-2    |
| Al-Hilal           | 7-1  | Al Aqsa     | 5-0 | 2-1    |
| Pakhtakor Tashkent | 3-5  | Regar-TadAZ | 2-2 | 1-3    |

### Asia Oriental
| Equipo 1                | Agr. | Equipo 2        | Ida | Vuelta |
| ----------------------- | ---- | --------------- | --- | ------ |
| South China             | 3-8  | Shimizu S-Pulse | 3-2 | 0-6    |
| Jeonbuk Hyundai Motors  | 12-0 | Victory         | 8-0 | 4-0    |
| Chongqing Lifan         | 9-1  | Công an         | 8-1 | 1-0    |
| Royal Thai Air Force FC | 1-5  | Home United     | 1-0 | 0-5    |

## Cuartos de final

### Asia Occidental
| Equipo 1    | Agr.     | Equipo 2 | Ida | Vuelta |
| ----------- | -------- | -------- | --- | ------ |
| Al-Sadd     | 2-2 (v.) | Al-Ain   | 1-0 | 1-2    |
| Regar-TadAZ | 0-5      | Al-Hilal | 0-2 | 0-3    |

### Asia Oriental
| Equipo 1               | Agr.     | Equipo 2        | Ida | Vuelta |
| ---------------------- | -------- | --------------- | --- | ------ |
| Jeonbuk Hyundai Motors | 3-3 (v.) | Shimizu S-Pulse | 1-1 | 2-2    |
| Home United            | 0-4      | Chongqing Lifan | 0-2 | 0-2    |

## Semifinales
Todos los partidos se jugaron en Doha, Catar.
| 28 de marzo de 2002 | Al-Sadd | 0–1 | Al-Hilal          | Estadio Jassim bin Hamad, Doha, Catar |  |
|                     |         |     | Edmilson Dias 49' |                                       |  |

| 28 de marzo de 2002 | Jeonbuk Hyundai Motors | 2–0 | Chongqing Lifan | Estadio Jassim bin Hamad, Doha, Catar |  |
|                     | Park Sung Bae 20', 85' |     |                 |                                       |  |

## Tercer lugar
| 30 de marzo de 2002 | Al-Sadd | 0–0 (t. s.)(7-6 p.) | Chongqing Longxin | Estadio Jassim bin Hamad, Doha, Catar |  |

## Final
| 30 de marzo de 2002 | Al-Hilal                       | 2–1 (t. s.) | Jeonbuk Hyundai Motors | Estadio Jassim bin Hamad, Doha, Catar |  |
|                     | Edmilson Dias 49' · Al-Ali 98' |             | Gouveia 73' (pen.)     |                                       |  |

## Campeón
| Recopa de la AFC 2001/02  |
| ------------------------- |
| Bandera de Arabia Saudita |
| Al-Hilal 2.do título      |